# Landesjugendchor Nordrhein-Westfalen
Der Landesjugendchor Nordrhein-Westfalen (Eigenschreibweise LandesJugendChor Nordrhein-Westfalen im ChorVerband NRW e.V.) ist ein Chor aus Jugendlichen und jungen Erwachsenen aus Nordrhein-Westfalen und dient der Begabtenförderung. Der Landesjugendchor besteht aus rund 60 Sängerinnen und Sängern von 15 bis 27 Jahren. Träger des Chores sind der Chorverband Nordrhein-Westfalen und der Landesmusikrat NRW.
Der Projektchor trifft sich an etwa acht Wochenenden pro Jahr für Proben und Konzertaufführungen. Er bestreitet ca. zwei bis vier Konzerte pro Jahr und führt jährlich eine Konzertreise durch.

## Chronologie der Projekte

### 1990er
- 1991 – Konzertreise nach Deutschland (Dresden)
- 1993 – Konzertreise nach Deutschland (Rostock)
- 1994 – Konzertreise nach Russland
- 1995 – Konzertreise nach Deutschland (Rostock)
- 1997 – Konzertreise nach England und Schottland
- 1998 – CD-Produktion Over the rainbow
- 1999 – Konzertreise nach China

### 2000er
- 2000 – CD-Produktion Von ernsten Gedanken und kuriosen Geschichten
- 2001 – Konzertreise nach Polen
- 2002 – Konzertreise in die Benelux-Länder
- 2002 – CD-Produktion In Paradisum
- 2002 – CD-Produktion Die lustigen Weiber von Windsor[2]
- 2003 – Konzertreise nach Russland (Sibirien und Moskau)
- 2004 – Konzertreise nach Frankreich
- 2005 – Konzertreise nach Spanien (Barcelona)
- 2006 – Requiem (Mozart) von W.A. Mozart.
- 2006 – Konzertreise nach Tschechien
- 2007 – Konzertreise nach Norditalien
- 2007 – Messiah von G.F. Händel
- 2008 – CD-Produktion Messiah
- 2008 – „Zauberwelten“
- 2008 – Konzertreise nach China
- 2009 – Konzertreise nach England und Wales

### 2010er
- 2010 – Konzertreise nach Österreich und in die Slowakei
- 2011 – CD-Produktion Zeitenklänge – Weltenklänge
- 2011 – Konzertreise nach Berlin, Polen, Litauen und Lettland
- 2012 – Konzertreise in die Schweiz
- 2012 – Aufführung der h-Moll-Messe von J.S. Bach
- 2013 – Konzertreise nach England und Schottland
- 2014 – Konzertreise nach Frankreich
- 2015 – Konzertreise nach Schweden
- 2015 – Konzert beim Beethovenfest Bonn[3]
- 2016 – Konzertreise in die Schweiz und nach Südfrankreich
- 2016 – Konzert beim Beethovenfest Bonn[4]
- 2017 – Konzertreise Ostdeutschland
- 2018 – Konzertreise Süddeutschland und Südtirol

## Chorleiter
Der Chor wurde 1979 gegründet und zunächst von Fritz ter Wey geleitet. Das Dirigentenehepaar Christiane Zywietz-Godland und Hermann Godland stand dem Chor von 1989 bis 2019 vor.  Seit 2019 waren Erik Sohn und Robert Göstl gemeinsam die Chorleiter. 2022 übernahm Nicolas Fink die künstlerische Leitung.

## Umstrukturierung
Im Jahr 2019 beschlossen der Chorverband NRW und der Landesmusikrat NRW den Chor mit einer geänderten Altersstruktur, künstlerischen Ausrichtung und Leitung neu aufzulegen. Der bisherige Chor besteht unter dem Namen Junger Chor Nordrhein-Westfalen fort.